# トゥンジュール王国
トゥンジュール王国は、15世紀から17世紀初頭、植民地化以前のアフリカのサヘルに位置した王国である。

## 建国
地元の年代記は、トゥンジュール王朝の創設者は「センナール島の王」になったと主張している。トゥンジュール国家の起源はあまりよく知られていない。 トゥンジュール人が15世紀に北からダルフール地域へ移動した後、トゥンジュール王国が以前のダジュ王国に取って代わったことが知られている。トゥンジュール人の移動は二度目に知られる、この地域へのベルベル人の移動を表している。トゥンジュール人がなんとか完全に以前のダジュ王朝に置き換わる前、北を支配するトゥンジュールと南を支配するダジュが、おそらく同時期に併存していた。トゥンジュール人に支配される土地は、現在のスーダンの中にあり、トゥンジュールの影響はチャドへも及んでいた。

## 文化
トゥンジュールはおそらくアラブ化されたベルベル人で、アラビア語を話した。トゥンジュールはバヌ・ヒラル族からの継承を主張していた。しかし、移動が終わった後、トゥンジュールは当初、完全に異教徒だった。トゥンジュールの言語の痕跡は存在しない。全てのトゥンジュールの口承は、奇妙なことにシャウ・ドルシドと呼ばれる一人の個人に帰される。
ダルフールの社会はトゥンジュール王朝の影響で劇的に変化した。賦役労働が新たに建国された国家のために組織され、長距離交易が始まり、そしてイスラームが部分的な宗教として採用された。
トゥンジュールの建築はベルベル人とトラの様式の影響を受けた。王国の最初の首都であるウリ市には、おそらく1200年頃に建てられたと思われ、ダルフールにおける最初のイスラム建築であった石造りのモスクがあった。これはイスラームが 宮廷の宗教として採用されたかもしれないことを示している。しかし、王はおそらく神聖な地位を保っていた。町はフール様式で建てられた。
トゥンジュール王国とダジュ王朝に支配されていた地域において、イスラームの役割は16世紀後期まで重要ではないままだった。ダジュ王朝時代以前から知られたイスラーム化の史料は残っていない。

## トゥンジュール朝
16世紀までに、トゥンジュール王国はダルフールとワダイを支配していた。王国の首都は北部ダルフールにあった。ウリ市とアイン・ファラー市は王国と関連していた。初期の首都であったウリは二つの主要な交易路が交わる点にあった。 エジプト商人がトゥンジュール人と交易していたということは確かである。ヌビアを通過する隊商路と初期の川に基づいた道は長距離交易を可能にした。王国は奴隷、金、ラクダ、サイの角、象牙、ダチョウの羽毛、タマリンド、ナトロンを輸出した。エジプトの記録によれば、交易は厳重な王室の管理下にあった。新しくイスラーム化され、一時王朝的に寛容していたワダイ帝国とは異なり、トゥンジュール王国がイスラーム国家であったかどうかは明らかではない。 奴隷制はこの地域で一般的で、トゥンジュールは他の民族の奴隷化に携わっていた。

### 王朝の終わり

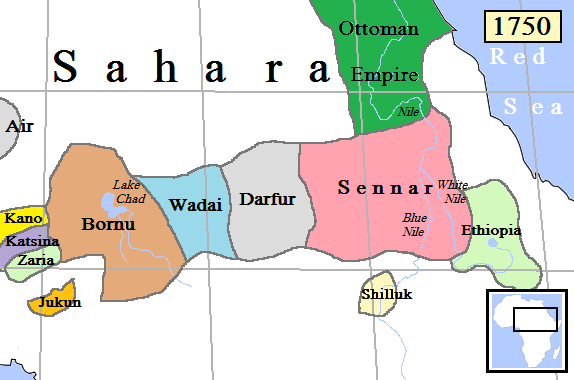
トゥンジュール王国崩壊の中東アフリカ。トゥンジュール王朝が支配していた土地はワダイとダルフールの間で分割された。

トゥンジュール王国はダルフール・スルタン国(ケイラ・スルタン国)に代わられた。フール人とケイラ朝は1650年頃にトゥンジュールに代わった  ケイラ朝とトゥンジュール朝の王家のつながりがアフマド・アル＝マクルに関連するとの物語が知られている。その間、マバ人の現地王朝がワダイにおいて反乱とトゥンジュール人の追放によりトゥンジュールの支配に代わった トゥンジュール王国は1611年か1635年にすでに消滅していた可能性もある。
トゥンジュール王朝のワダイにおける分家はアラブ人とマバ人の同盟に崩壊させられた。
結局、トゥンジュール人は地域の他の民族に同化された。